# Julius Becher

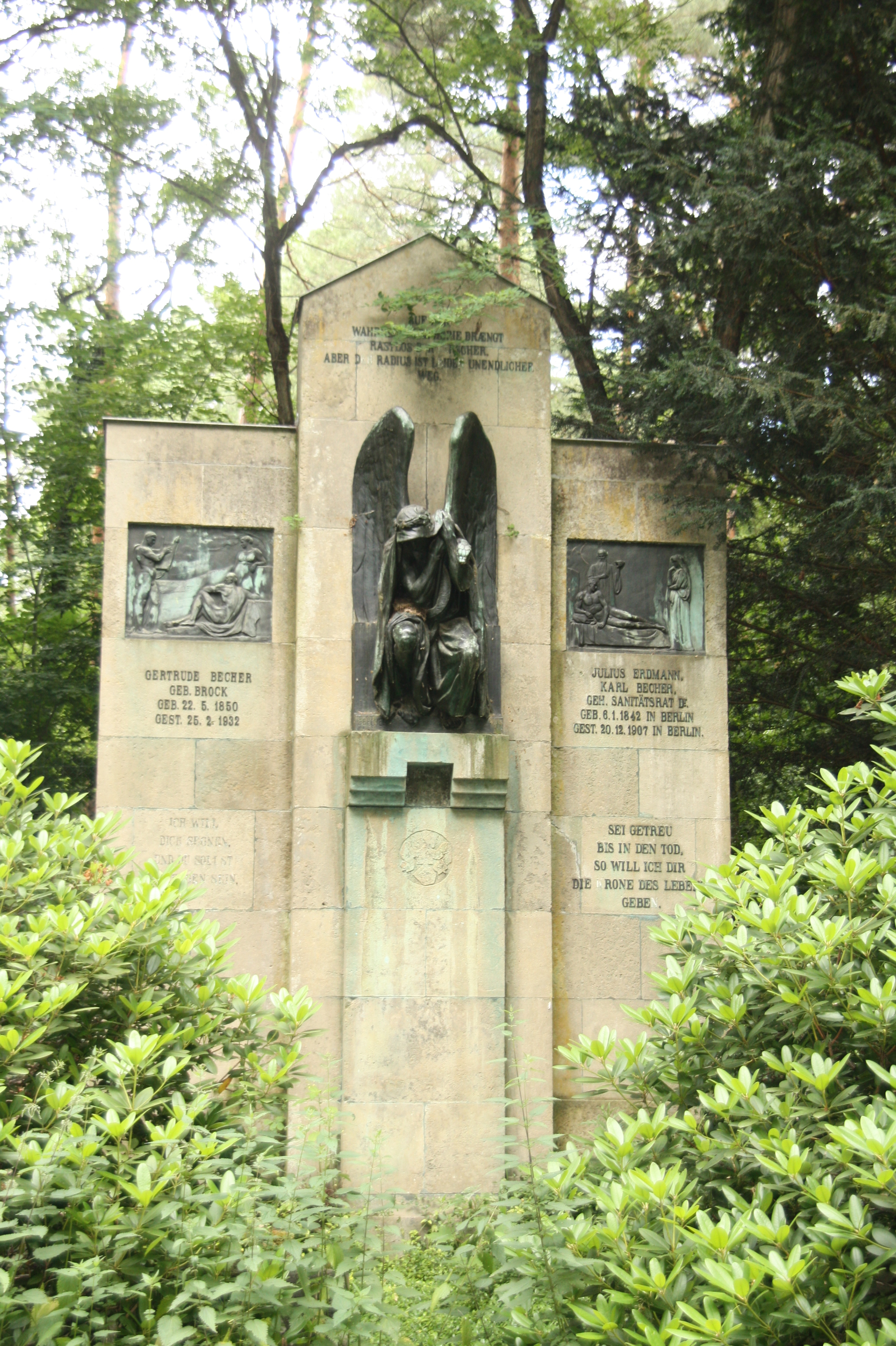
Grabdenkmal auf dem Südwestkirchhof Stahnsdorf

Julius Carl Erdmann Becher (* 6. Januar 1842 in Berlin; † 20. Dezember 1907 ebenda) war ein deutscher Arzt.

## Leben
Julius Becher studierte in Würzburg und Berlin Medizin. 1862 wurde er in Würzburg Mitglied des Corps Rhenania.
Das Studium schloss er 1865 in Berlin mit der Promotion zum Dr. med. ab.
Ab 1867 war er niedergelassener Arzt in Berlin. Hier veröffentlichte er zu mehreren medizinischen Themen. Sein Engagement galt der Förderung der berufsständischen Interessen und des kollegialen Vereinslebens. Er war langjähriger Vorsitzender der Ärztekammer Berlin-Brandenburg.
Während der Typhus-Epidemie in Stallupönen von 1868 wirkte er als Johanniterarzt. Er war Teilnehmer am Deutschen Krieg und Deutsch-Französischen Krieg.
Julius Becher starb 1907 im Alter von 65 Jahren in Berlin an den Folgen einer Lungenentzündung und wurde auf dem Alten St.-Matthäus-Kirchhof in Schöneberg beigesetzt. Im Zuge der von den Nationalsozialisten 1938/1939 durchgeführten Einebnungen auf dem Friedhof wurden seine sterblichen Überreste auf den Südwestkirchhof Stahnsdorf bei Berlin umgebettet. Sein dortiges Grab ist erhalten geblieben.
Becher hinterließ seine Gattin sowie drei Kinder, eine Tochter und zwei Söhne.

## Auszeichnungen
- Ernennung zum Geheimen Sanitätsrat

## Schriften
- De grisea funiculorum posteriorum medullae spinalis degeneratione
- Über die Typhusepidemie in Stallupönen
- Über Kreuzung der Zwillinge
- Über Entfernung von Myomen in der Nachgeburtsperiode
- Über Lähmung nach Diphtherie
- Über Blindheit nach Scharlach
- Über die Operation der Blasenmastdarmfisteln